# Pietralunga
Pietralunga è un comune italiano di 2 009 abitanti della provincia di Perugia in Umbria. È situato nella parte nord-orientale dell'Alta Valtiberina, a 566 metri di altitudine sul livello del mare. L'insediamento urbano occupa la parte terminale di un crinale collinare digradante verso la valle del torrente Carpinella, a ridosso dell'Appennino umbro-marchigiano. Il centro murato giace sul versante meridionale del colle coprendo un dislivello di 40-50 metri tra il lato nord e quello sud delle mura urbane.

## Geografia fisica
- Classificazione climatica: zona E, 2364 GR/G
- Classificazione sismica: zona 2 (sismicità media)

### Morfologia
Il territorio comunale di Pietralunga si estende sui contrafforti dell'Appennino, a cavallo fra il versante tirrenico e quello adriatico. Le cime più elevate sono:
- nella parte settentrionale: sullo sfondo della quale svettano il Monte Nerone (m 1525) e il Monte Catria (m 1702), la Serra dei Castagni (m 915), il monte Castellaccio (m 835), la Serra di Caimarchi (m 852), il monte Trecciole (m 861), il monte Sorbo (m 746), la cima del Dunicato (m 795), il colle Bergonzano (m 736) e il monte Splendore (m 773);
- nella parte centrale troviamo il monte Rosso (m 743), il monte delle Macinare (m 794), la Cima dei Petricci (m 805) e i monti del Vento (m 815);
- l'orografia della parte meridionale è costituita da basse montagne con la cima massima del monte delle Croci (m 735).

### Idrografia
Il territorio comunale è attraversato da una fitta rete di torrenti. Tra questi due sono i principali: il Carpina e il Carpinella. il Carpina ha un'abbondante portata d'acqua. Nasce presso la cima di S. Antonio a 780 m di altezza e segna per lungo tratto il confine comunale tra Pietralunga e Montone. In località Tre Ponti riceve, come affluente di sinistra, il torrente Carpinella col quale forma un unico corso d'acqua prima di divenire affluente del fiume Tevere.

### Clima e flora
Il clima di Pietralunga ha carattere spiccatamente continentale e le precipitazioni sono distribuite secondo il tipo sub-litoraneo appenninico con due massimi: uno primaverile ed uno autunnale. La flora è costituita dalla vegetazione spontanea dei boschi. Numerosi sono gli olmi, i pioppi, le querce, i cerri ed i carpini che si possono trovare in estesi appezzamenti costeggiati da fossi, torrenti, scarpate e strade di campagna. La maggior parte della flora tuttavia è costituita dalla Foresta demaniale di Pietralunga (pino, abete, cipresso, cedro e latifoglie), che forma nell'ambito del territorio un complesso di circa 3.900 ettari.

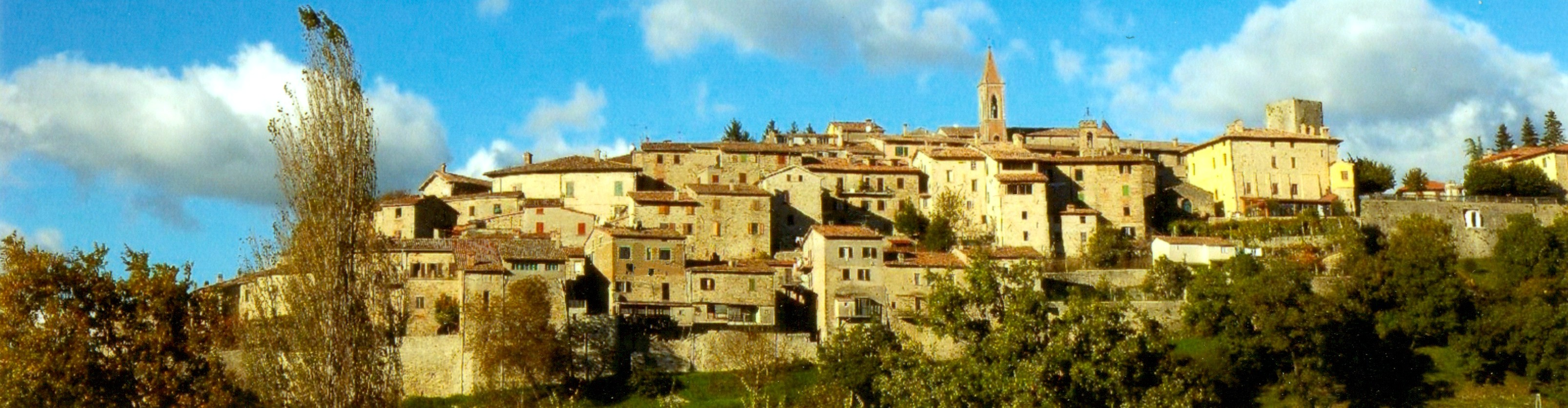
il centro storico di Pietralunga arroccato sulla collina

## Storia

### Umbri e Romani
Pietralunga ha origini preistoriche ed il flauto su tibia umana conservato presso il Museo archeologico di Perugia, i vari castellieri sparsi nel territorio ed i ritrovamenti di materiale litico ne sono la tangibile testimonianza. La fondazione del centro urbano col nome di Tufi(ernu), tuttavia la si fa risalire al popolo Umbro.
Durante il periodo romano - il più florido - è conosciuta col nome di Forum Julii Concupiensium. L'oppidum dei foroiulienses cognomine concupienses, elevato a Municipium nell'età augustea, è citato anche da Plinio il Vecchio nella "Naturalis historia (III, 14, 112-113)". Di questo periodo restano significative testimonianze, come ville, acquedotti, fistulae aquariae, monete e importanti strade (diverticula) con tratti interamente basolati.
Dell'affermazione del Cristianesimo nel territorio pietralunghese ci è pervenuta notizia attraverso il martirologio di san Crescenziano, un legionario romano al quale la leggenda sacra attribuisce l'uccisione di un drago alle porte di Tiferno (Città di Castello). Crescenziano, messaggero della nuova dottrina, venne decapitato e sepolto a Pieve de' Saddi dove, a ricordo, sopra le vestigia di un preesistente tempio pagano, venne edificata una chiesa, la più antica della diocesi tifernate, per accogliere le spoglie del martire.

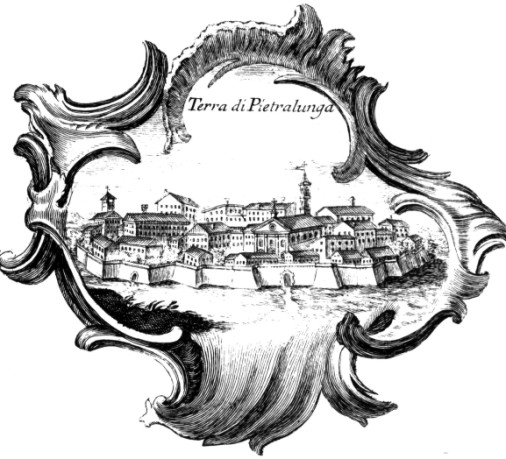
Terra di Pietralunga

### Medioevo e Rinascimento
Distrutta durante le invasioni barbariche, Pietralunga venne riedificata tra il VI secolo e l'VIII secolo d.C. sull'odierno colle assumendo il nome di Plebs Tuphiae. A questo periodo risalgono la costruzione della Pieve di Santa Maria e l'edificazione della Rocca longobarda pentagonale. Con l'andare del tempo il territorio pietralunghese divenne una terra popolata e florida ed il nome della città venne mutato in Pratalonga (Leonardo in volgare la chiamava PRATOMAGNO) dai pingui ed estesi pascoli che la circondavano.
Libero comune dall'XI secolo al XIV secolo, Pratalonga venne dotata degli strumenti del Catasto e degli Statuti. A questo periodo (11 settembre 1334) risale il miracolo della mannaja, strumento di morte conservato presso la Cattedrale di Lucca. Allo scadere del XIV secolo, per garantirsi incolumità e sicurezza, Pratalonga si sottomise a Città di Castello, divenendone parte integrante del territorio. La città maggiore vi inviava, semestralmente, un Capitano giusdicente con pieni poteri nell'amministrazione della cosa pubblica e della giustizia. Questo status politico-amministrativo perdurò sino al 1817, anno in cui Pratalonga, ormai italianizzata in Pietralunga, venne elevata al grado di Comune. Nel 1886, fu completata la Ferrovia Appennino Centrale che univa Arezzo a Fossato di Vico. Nello stesso anno fu aperta anche la stazione di Pietralunga che fu chiusa nel 1945 a causa dei danni dei bombardamenti della seconda guerra mondiale riportati sulla linea ferroviaria e alla successiva dismissione e smantellamento di quest'ultima.

### Età moderna
Durante la prima guerra mondiale (1915-1918) perirono oltre cento cittadini pietralunghesi. A ricordo la popolazione ed il Comune eressero un monumento al centro dei giardini nella piazza principale. Pietralunga è tra le Città decorate al valor militare per la guerra di liberazione, perché è stata insignita della Medaglia di Bronzo al Valor Militare per i sacrifici della sua popolazione e per la sua attività nella lotta partigiana durante la seconda guerra mondiale ed è sede del Monumento regionale al partigiano umbro.

#### La Zona Libera di Pietralunga

Partigiani della Brigata San Faustino

L'8 settembre 1943, presso il vocabolo San Salvatore, e il 13 settembre 1943, in località San Faustino del Comune di Pietralunga, si costituivano i nuclei di resistenza ai nazi-fascisti.
Dai primi nuclei nasceva una Brigata organizzata, in seguito denominata Brigata Proletaria d'urto San Faustino.
Dopo un inverno di resistenza e vari scontri militari, finalmente il 30 aprile 1944, la Brigata occupava la caserma dei Repubblichini di Pietralunga e dichiarava Pietralunga Zona libera insediando di nuovo il sindaco Luigi Pauselli, cacciato dai fascisti nell'aprile del 1921, festeggiando nella massima libertà, dopo 23 anni, la festa del 1º maggio.
Dopo questa data, il 7 maggio 1944, Pietralunga subiva un disastroso rastrellamento, che culminava con la fucilazione di sette ragazzi nella piazza centrale del paese e con quella, il 9 maggio 1944 a Città di Castello, senza processo, del martire della resistenza Venanzio Gabriotti. Il territorio diveniva teatro di sanguinosi scontri, tra alleati e partigiani da una parte, e nazi-fascisti dall'altra, con devastazioni e perdite umane anche tra i civili, sino alla definitiva liberazione avvenuta il 29 luglio 1944.

##### Brigata San Faustino: animatori, comando e forza
- Animatori

Ten. Col. Luca Mario Guerrizio; Ten. Mario Bonfigli (Mefisto); Bonuccio Bonucci; Don Marino Ceccarelli (il prete bandito); Ten. Livio Dalla Ragione; Ten. Vittorio Biagiotti; Avv. Gaetano Salciarini.
- Comando

Comandante: Capitano Stelio Pierangeli (Geo Gaves); Vice Comandante: Ten. Mario Bonfigli (Mefisto).
- Forza

4 Battaglioni (IV Gabriotti: Bonfigli Mario; Piave: Olivari Lamberto; Vittorio Veneto: Olivari Mario; Bologni: Riccieri Virgilio); 13 Ufficiali; 270 armati, 35 patrioti, 200 organizzati e una centuria di lavoratori, con un armamento di 8 fucili mitragliatori Sten, 2 mitra Thompson, 74 armi automatiche MP 40, 150 moschetti e abbondanti munizioni e bombe.
- Caduti

2 Ufficiali e 37 patrioti, feriti 27 patrioti.
Durante il periodo dell'occupazione il Ten. Col. Guerrizio ha svolto un intenso lavoro di coordinamento e collegamento con il Comitato Antifascista di Firenze, curando il lancio di armi e di vari materiali.

##### Riconoscimento
Il Comune di Pietralunga, unico Comune dell'Umbria decorato al Valor Militare, per unanime volontà di partigiani e istituzioni, è stato identificato come il simbolo regionale della Resistenza.
Per tale motivo, la Regione dell'Umbria e le altre istituzioni hanno sostenuto la realizzazione di un Monumento. Il progettista ha concepito un'opera che 

### Simboli

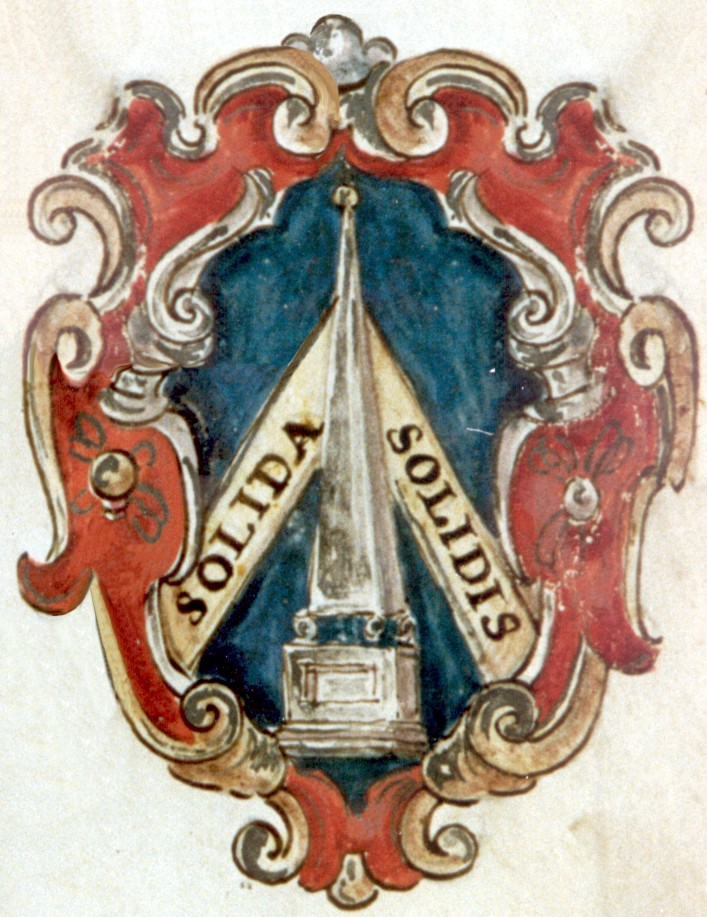
Stemma originale del 1623

Dallo Statuto comunale si ricavano le descrizioni dello stemma e del gonfalone.

#### Stemma
Lo stemma deriva da un disegno originale del 1623:

#### Gonfalone
Il Gonfalone, sorretto da un'asta lanciforme e braccio incrociato:
Sulla sommità del drappo è appesa la Medaglia di bronzo al valor militare.
Viene custodito nel Palazzo comunale, nell'ufficio del Sindaco, ed esibito nelle ricorrenze ufficiali più importanti per rappresentare la città.

### Onorificenze
Il Comune di Pietralunga è tra le città decorate al valor militare per la guerra di liberazione, insignito il 3 ottobre 1952 della medaglia di bronzo al valor militare per i sacrifici delle sue popolazioni e per l'attività nella lotta partigiana durante la seconda guerra mondiale:

## Monumenti e luoghi d'interesse

### Chiese principali

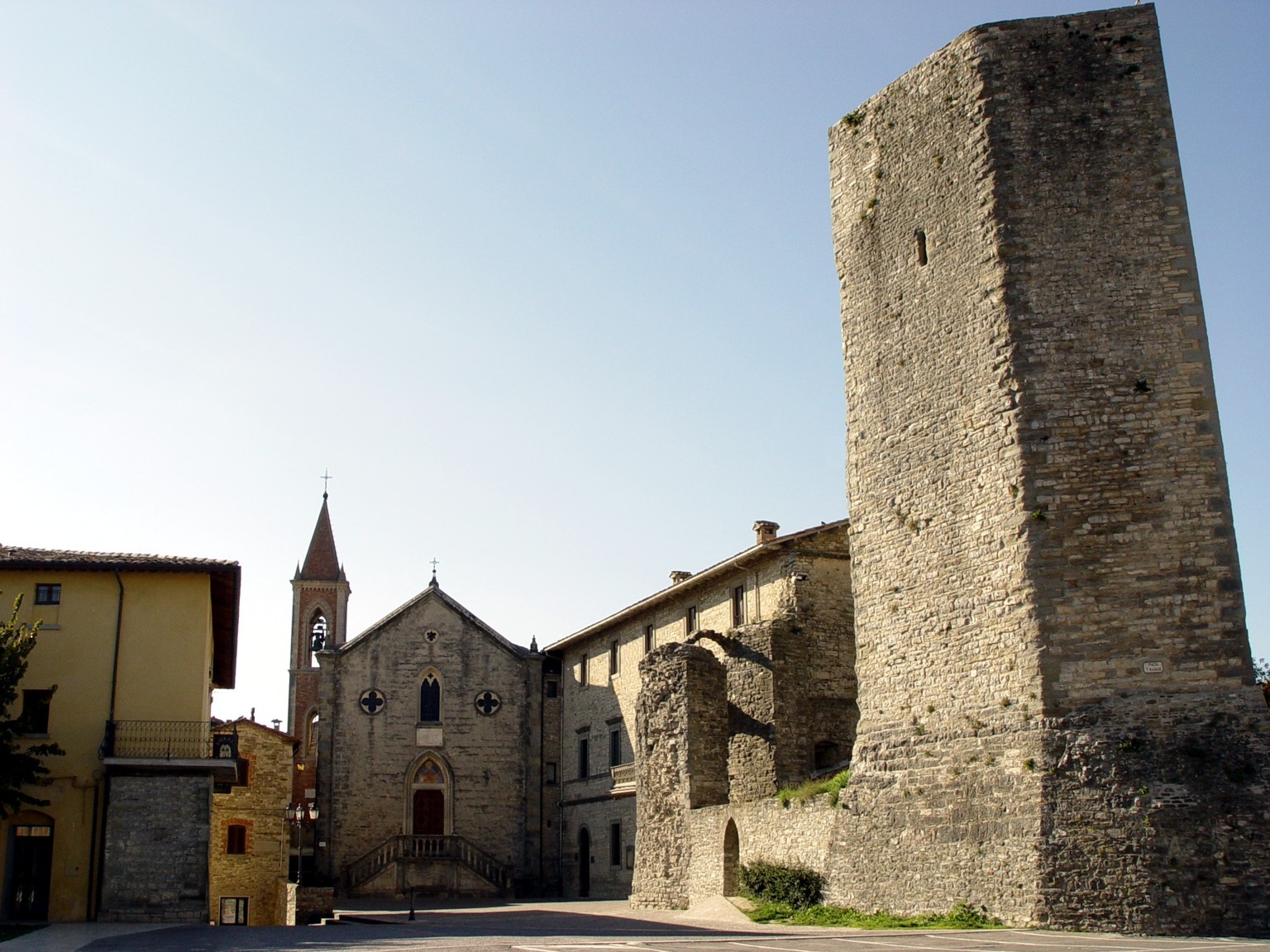
Piazza VII Maggio con la Pieve e la Rocca

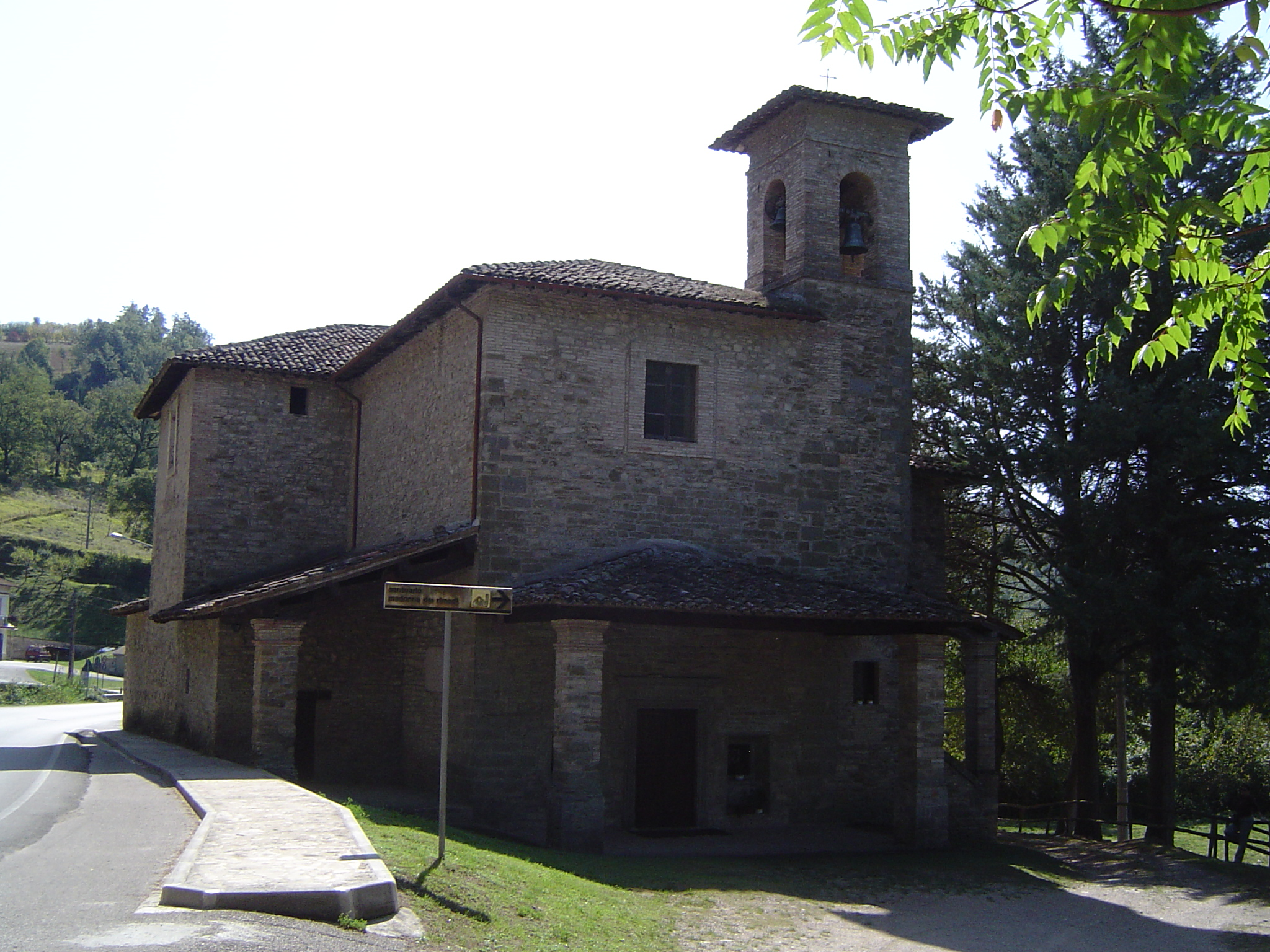
Santuario della Madonna dei Rimedi

- la Pieve di Santa Maria (VIII secolo/X secolo)

al cui interno sono conservati l'affresco del martirio di san Sebastiano di Raffaellino del Colle e la copia del Polittico di Ottaviano Nelli (Gubbio 1370 - † 1444) il cui originale, tempera su tavola datato 5 maggio 1403, è conservato dal 1955 presso la Galleria nazionale dell'Umbria. L'odierna facciata della chiesa è il frutto di una sostanziale modificazione (rotazione di 180°), eseguita alla fine del XIX secolo, che ha comportato l'abbattimento dell'abside per fare posto alla nuova entrata e la chiusura di quella originaria. Su quella che prima era la facciata principale e oggi è il retro della chiesa si possono ammirare il rosone superiore e un portale romanico finemente lavorato. Sul fianco destro, all'altezza di tre metri, un'iscrizione in caratteri gotici attesta la vetustà dell'edificio;
- la Chiesa del Gonfalone (XIV secolo)

Sul retro della Pieve di Santa Maria si trova la Chiesa del Gonfalone, oggi non più officiata, dove, nei secoli passati, venivano celebrati i Consigli e conservato lo stemma della Comunità;
- il santuario della Madonna dei Rimedi

nei primi anni del XVI secolo, per un fatto miracoloso - la Madonna era apparsa ad alcune fanciulle e ad alcune monache del monastero benedettino locale di Santa Maria del Ponte - era divenuto un centro di intensa devozione mariana tanto che, nel XVII secolo, venne ampliato e in parte riedificato sopra la preesistente Pieve romanica di fuori, dove, secondo la tradizione, nel 1224, aveva pernottato san Francesco di ritorno dalla Verna, dopo avere ricevuto le Stigmate, e dove si era formato allo stesso tempo un romitorio di frati minori francescani. La Chiesa si trova a sud, lungo la provinciale per Umbertide, a poco più di un chilometro di distanza da Pietralunga. La seconda domenica di settembre di ogni anno vi si celebra la festa della Madonna dei Rimedi.
- la Pieve de' Saddi (vedi anche alla voce frazioni)

chiesa paleocristiana edificata sopra un preesistente tempio romano per conservare le spoglie di san Crescenziano martire.

### Altri monumenti
- La Rocca longobarda pentagonale

al centro della piazza principale si possono ammirare i resti della porta di accesso alla struttura difensiva, costruita in epoca longobarda intorno all'VIII secolo d.C., come sede gastaldale e avamposto militare e il torrione pentagonale di avvistamento e difesa comunemente chiamato Rocca. All'interno del fortilizio erano collocati: il cassero, il mastio, gli alloggi per le truppe, le cucine, le stalle e il pozzo per il rifornimento idrico. Originariamente il piano di campagna del castello si trovava all'altezza della porta di ingresso. Il livello odierno è dovuto a scavi e rimozioni eseguiti nel volgere dei secoli;

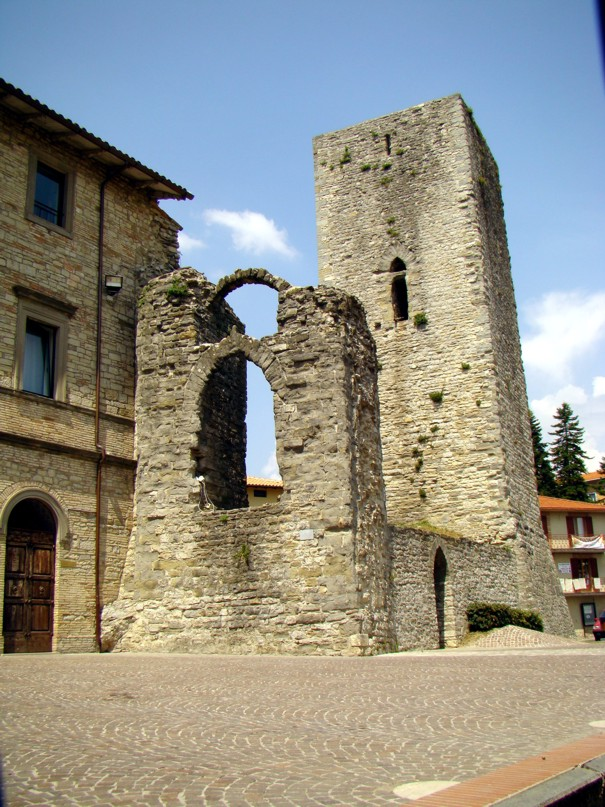
Rocca longobarda

- l'ex convento di S. Agostino

del XIII secolo per il quale era stato dipinto il Polittico di Ottaviano Nelli nel 1403. Fino alla metà del XVII secolo vi aveva sede la pubblica scuola con regolari lezioni tenute dai frati agostiniani. La struttura conventuale e la chiesa sono stati restaurati e ristrutturati qualche anno fa;
- la medievale Porta del Cassino

una delle tre porte della cittadella, ben conservata. Questa porta si chiamava così perché, fungendo anche da posto di guardia, vi era collocata la garitta e cassino, dove i soldati, a turno, sorvegliavano l'accesso alla cittadella;
- il Palazzo del Capitano del Popolo

edificato nei primi anni del XV secolo. Qui avevano sede il Capitano giusdicente, il Governo della cittadella, il Tribunale civile e penale e le galere. Il palazzo poggia sopra le mura castellane le quali, restaurate, sono state restituite all'originario splendore;
- l'ex Ospedale

è l'edificio che dal 1756 fino alla fine del XIX secolo, è stato la sede dell'Ospedale di Pietralunga. Realizzato tramite il lascito di Giovan Paolo Paolucci, nobile pietralunghese, l'ospedale venne successivamente accorpato a quello più grande di Città di Castello;
- la Torre dell'Orologio del XVII secolo

è un'elegante e sobria costruzione che sovrasta la piazza omonima dove sono collocati fin dal 1645 il macchinario e le campane dell'orologio pubblico;
- il Palazzo del Gonfaloniere del XIV secolo

è una costruzione a torre, con finestroni ad arco sulla facciata che ne evidenziano l'eleganza. Era la sede del Gonfaloniere del Camerlengo della Comunità;
- il Palazzo Fiorucci

fatto edificare nel 1612, con licenza del Card. Scipione Caffarelli-Borghese, sopra una parte delle mura castellane, da Giovan Giacomo Fiorucci detto il Magnifico. La Casata Fiorucci ha avuto origine, intorno alla metà del XV secolo, da Campo Colice, un predio in Comune di Pietralunga;
- il Palazzo comunale

fatto costruire tra il 1498 e il 1502 da Mons. Giulio Vitelli, arciprete, come sede di rappresentanza dell'arcipretura pietralunghese, sopra una parte del maschio della fortezza longobarda. Questo palazzo, dal XVII secolo al XIX secolo, prima di divenire nel 1888 sede del municipio pietralunghese, è stato di proprietà e utilizzato dal Sacro Ordine dei Cavalieri di Malta.
- il Borgo antico

coi suoi stretti vicoli e le dimore medioevali e rinascimentali.

### Itinerari della fede

#### Via di Roma - Via francigena di San Francesco
Pietralunga è una delle tappe intermedie di questo sentiero che fa parte di un ampio itinerario culturale europeo che da Vienna conduce in Italia, percorrendo l'area veneta verso sud fino a Roma, attraversando in terra umbra e laziale luoghi legati al santo d'Assisi. Dopo l'Umbria, questo percorso s'innesta sul Cammino di Francesco della Valle reatina. Il cammino s'intraprende per ragioni penitenziali o semplicemente per vivere un tempo di serenità e meditazione nella natura, sperimentando un'altra dimensione e scansione del tempo, nel lento procedere lungo un percorso di 20-25 chilometri in media al giorno.
Una volta giunti a Roma, la Via Francigena si conclude proseguendo da Ponte Milvio lungo la pista ciclabile sul lato destro, con la visita alla Basilica di San Pietro in Vaticano.

#### Sentiero francescano della pace
Pietralunga è una tappa della Via di Francesco, tra Città di Castello e Gubbio, anche di questo sentiero che si svolge dalla Verna ad Assisi. Questo sentiero ripropone lo storico itinerario che San Francesco, nei suoi venti anni di peregrinare, ha percorso più volte per andare e tornare da Assisi alla Verna, luoghi da lui particolarmente amati. Si sviluppa in ambiente di media collina: dolci profili e verdi vallate, casolari e vecchie pievi, torri e antiche rocche in posizione dominante.

### Siti archeologici
Diverse sono le aree del territorio pietralunghese sulle quali insistono ritrovamenti di materiale archeologico.
Una di queste, interessata dalla presenza di materiale edilizio e pareti di dolii è quella di

#### Col Prejano (Casanova di Cirinella) nei pressi di Pietralunga
Nel 1980 è stata oggetto di scavo da parte della Soprintendenza Archeologica per l'Umbria.

La relazione di scavo recita: 
- Interpretazione

Villa di notevoli dimensioni (almeno 500 m²)
- Datazione

Rimane imprecisato il periodo dell'impianto della villa, mentre è individuabile la sua fase finale (III-IV secolo d.C.)
- Rinvenimenti sporadici prima dello scavo

fistulae aquariae, tronco di colonna scanalata di travertino, spezzoni di pavimento in mosaico bianco e nero, chiave di bronzo»
Altro sito archeologico interessante è la

#### Villa rustica di Fossalto nei pressi di Pietralunga
Durante lavori agricoli sono stati rinvenuti numerosi fittili e blocchetti di schisto, ammassati dai contadini in una macera ai bordi del campo e di una fistula acquaria di piombo.
- Descrizione

- Datazione

I secolo d.C.»

#### Altri siti[17]
- Ripa

rinvenimento sporadico di anforoni romani.
- Ripetta

tombe romane ed anforoni lungo il fosso Soarina. Frammenti di vasi, tegole e piombi.
- Case Terzi (campo la Pianaccia)

nel campo prospiciente la strada affiorano muretti di pietra, vaste aree di fittili laterizi e frammenti di ceramica appartenenti ad una villa rustica romana.
- Casale Gorgacce

area di fittili con frammenti di ceramica e dolii.
- La Madonnuccia

il toponimo deriva dal rinvenimento di una statuetta femminile (offerente). Nel sito affiorano muri di pietra, blocchi di arenaria squadrati e laterizi.
- Cailuca, San Salvatore, Rampone, Viapiana, Caiburroni

località allineate lungo il diverticulum della Flaminia: vi affiorano aree di fittili e ceramica comune.
- Col di Colonna (Campo della Battaglia)

area di fittili e ceramica comune. Ritrovamento della punta di una lancia.
- Pian del Pozzo (Campo dell'Ospedale)

area di fittili con frammenti di ceramica e dolii.
- Casalecchio

sulle pendici orientali del Monte delle Macinare tombe alla cappuccina costruite con laterizi e lastroni di arenaria.
- San Felice

nei pressi del borgo rinvenimento di una tomba alla cappuccina costruita con laterizi e lastroni di arenaria e contenente tre scheletri ma priva di corredo funebre.
- Monte Castellaccio

muretti affioranti, area di fittili con frammenti di ceramica a vernice nera e di sigillata italica appartenenti ad una villa rustica romana.
- Castelvecchio, Varrea, Casa de' Franchi

aree di fittili, laterizi e conci.
- San Giusto

nei pressi dell'abitazione rinvenimento di parti di condutture fittili romane saldate da piombo per acquedotto.
- Caipatrignani, Valdefogna

tombe alla cappuccina costruite con lastre di arenaria, aree di fittili e conci di arenaria con frammenti di dolii e ceramica comune.
- Madonna dei Rimedi

ad ovest del torrente Carpinella vasta area di fittili laterizi, di ceramica comune e conci squadrati di arenaria.
- Col di Fiore (vocabolo Fonte della Scodella)

nel campo dietro la casa vasta area di fittili laterizi, di conci di arenaria, con frammenti di cocciopesto e di ceramica comune e muretti affioranti. Rinvenimento di un asse di bronzo di Vespasiano del 71 d.C. recante:
D/(IMP CAES VE)SPASIAN (AUG COS III) testa laureata di Vespasiano a destra
R/ AE QUITAS (AUGUSTI) S C Aequitas stante, drappeggiata, con bilancia sulla destra e lancia sulla sinistra.
- Savenano, Sant'Anna, Caignagni

muretti affioranti, ceramica comune, dolii e fittili laterizi.

## Società

### Evoluzione demografica
Abitanti censiti

### Lingue e dialetti
I Celti, chiamati poi Galli dai Romani, tra il V e il IV secolo a.C., calarono dal territorio cisalpino in Etruria e l'occuparono con la forza delle loro asce di bronzo. Verso il III secolo a.C. estesero il loro dominio fino alle terre degli Umbri. Anche il territorio di Pietralunga fu sottomesso a queste popolazioni, che impressero la loro fisionomia sociale ed organizzativa sui territori occupati; furono maestri nella lavorazione dei metalli e dettero un forte impulso allo sviluppo linguistico. Infatti il dialetto pietralunghese presenta come principale caratteristica quella di stringere la a in e, ossia il fenomeno della palatalizzazione, frequente in Romagna e da lì scesa in Umbria fino a Perugia e in Toscana nel dialetto aretino-cortonese, e per questo tende ad essere inserito in quello gallo-italico, o tuttalpiù si può considerare come di transizione coi dialetti centrali.

## Cultura

### I Biribini
Nei pressi di Pietralunga vive una delle maggiori comunità di pentecostali d'Italia. Il gruppo, fondato alla fine del XIX secolo da Giuseppe detto "il Biribino", ha il suo centro in una sala di riunione e preghiera della piccola località di Sant'Anna. Tra le caratteristiche peculiari, l'obbligo di cantare tutte le mattine versi della Bibbia, l'abitudine, per le donne, di vestire abiti lunghi e scuri e di portare i capelli raccolti dietro la nuca con una spola. Contrari al vizio in ogni sua forma, i "Biribini" vivono la loro religiosità e per i funerali accorrono in massa da ogni parte d'Italia, e le donne, tutte vestite di grigio e con un fazzoletto bianco annodato alla testa.

### Biblioteca
La biblioteca comunale "Ugo Diamanti" venne istituita nel 1990 presso i locali di Sant'Agostino grazie al contributo del Comune, della Regione Umbria e soprattutto alla Signora Diamanti che, a seguito della scomparsa del marito Ugo, decise di donare gran parte dei libri a lui appartenuti alla biblioteca.
La famiglia Diamanti conobbe il nostro paese e si innamorò di esso e dei suoi abitanti, tanto da decidere di fare questa generosa donazione.
Attualmente la biblioteca è affidata alla gestione del Centro Orfeo Vitali, associazione locale di volontariato. L'attuale sede è stata inaugurata nel 2004 nei locali dell'ex-comunità montana, già ben ristrutturati. La biblioteca possiede allo stato attuale un fondo di 5.000 volumi.

### Museo ornitologico
Il Museo Ornitologico di Candeleto, gestito dal Corpo forestale dello Stato, è una raccolta della fauna del territorio. In esso si trovano più di 300 esemplari di uccelli che rappresentano il 98% del patrimonio dell'avifauna dell'Appennino Umbro, con la presenza di rapaci, acquatici, passeracei, alcune specie estranee al complesso faunistico regionale, nonché alcune specie di mammiferi presenti in una sala appositamente predisposta.
Nella prima sala espositiva un plastico interattivo mostra la cartografia tridimensionale dell'Alta valle del Tevere. In un'altra sala si può osservare un diorama interattivo che rappresenta l'ambiente palustre con circa 25 esemplari che lo vivono. In un altro diorama si possono ammirare alcuni mammiferi come il lupo e il capriolo.
Il museo è collocato all'interno dell'Oasi Naturalistica di Candeleto, caratterizzata da estesi boschi di conifere e querce, ove si alterna la vegetazione propria dell'alta collina, a impianti di conifere eseguiti agli inizi del 1900 e a prati e campi coltivati, i quali offrono un habitat ideale per molte specie di animali.

## Geografia antropica

### Frazioni
Aggiglioni, Castelfranco, Castelguelfo, Collantico, Corniole, Piscinale, Pieve de' Saddi, Salceto Lame, San Biagio, San Faustino

#### Castelfranco
Narrano le cronache che, ad un quarto di miglio dall'antico castello di Castelfranco (lat. Castrum Francum), esisteva una piccola cappella dove un affresco, raffigurante la Madonna, era oggetto di continua venerazione. «Era prossima a quattro strade (nel periodo romano era un'importante stazione di sosta, più semplicemente una mutatio dove era possibile rifocillare o cambiare i cavalli), frequentate da passeggeri, le quali da Città di Castello conducono a Cagli e da Gubbio ad altri luoghi nella provincia di Romagna. Ivi prossima è la divisione delle acque, alcune delle quali vanno al Tirreno ed altre all'Adriatico. Rovinò dall'antichità questa piccola cappella e ricostruita crebbe tanto la divozione de' popoli che meritò di essere favorita dalla Vergine da frequenti grazie e miracoli».
Per ordine del vicario apostolico di Città di Castello, Mons. Fabio Tempestivo, verso la fine del XVI secolo venne costruita una nuova chiesa-santuario per custodire la sacra Immagine. L'elegante costruzione, dedicata alla Madonna delle Grazie e posta a circa 8 km di distanza da Pietralunga, merita di essere visitata per la sua fattezza e anche per l'ampia veduta delle vallate verso l'Adriatico, da una parte, e verso il Tirreno, dall'altra. La chiesa è regolarmente officiata e per raggiungerla è sufficiente prendere la provinciale per Cagli e seguire l'apposita segnaletica. Da qui si può scegliere di raggiungere la Pieve di Aggiglioni, altro importante nucleo religioso del territorio.

#### Castelguelfo

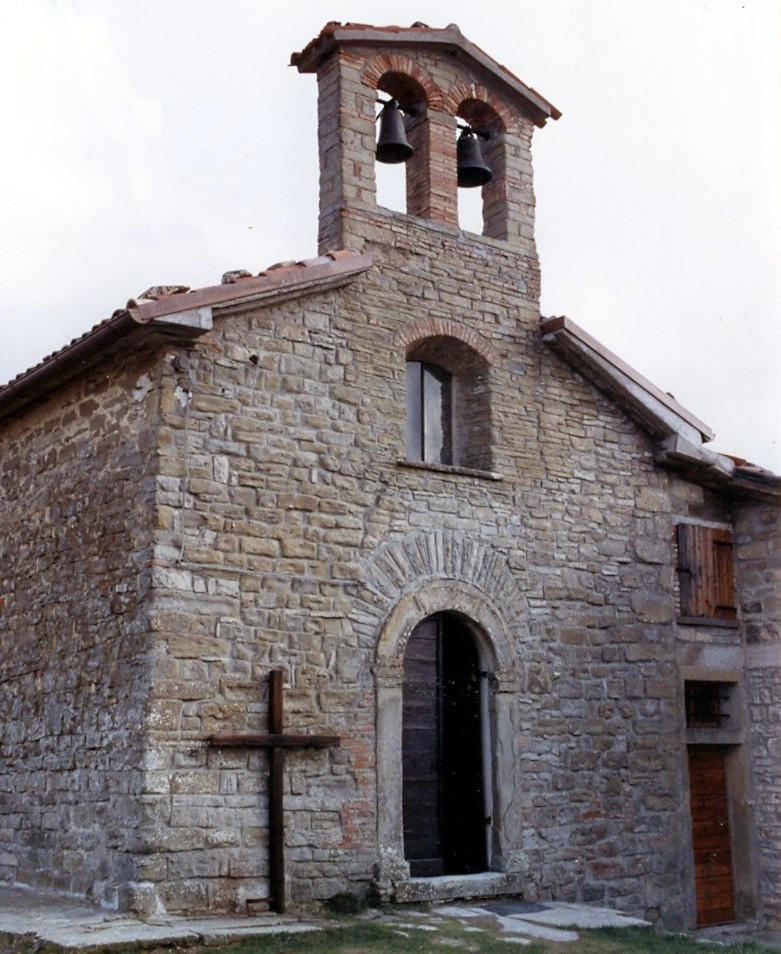
Chiesa di Castelguelfo

Castelguelfo (lat. Castrum Guelfum o Ghelfum) è una frazione del comune di Pietralunga, posta a circa 20 km di distanza dal capoluogo ed a circa 700 m s.l.m..
Anticamente questa località si chiamava Tesio, un nome con cui si indicava la parrocchia che, con la sua chiesa dedicata a San Donato, dipendeva dalla Pieve di Aggiglioni.

Per difendersi dalla minaccia degli Ubaldini della Carda che si erano alleati con Brancaleone Guelfucci, Signore di Castelfranco, i Tifernati decisero di 
Di questo maniero rimane visibile soltanto il blocco centrale che, pur essendo stato adibito ad abitazione, conserva ancora qualche richiamo del suo glorioso passato (le grosse mura, una contorta e misteriosa scaletta in pietra che ha acceso la fantasia popolare e il vistoso alloggiamento per un cannone). Rimane invece problematica la ricostruzione, sia pure immaginaria, del torrione, del cassero, della porta di accesso e del ponte levatoio, di cui peraltro parlano abbondantemente i documenti dell'epoca.

All'interno della costruzione esiste tuttora una piccola chiesetta che venne innalzata 
Il territorio di Castelguelfo offre a tutti uno stupendo panorama e un clima salubre.

#### Pieve de' Saddi

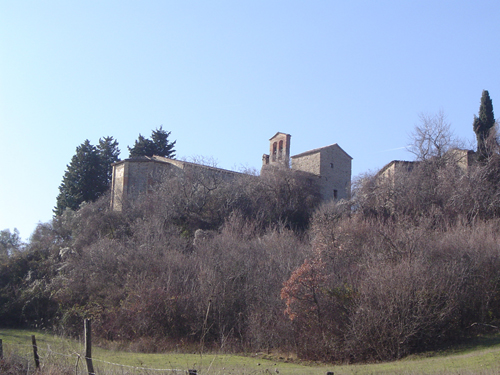
Pieve de' Saddi

Pieve de' Saddi (lat. Plebs Saddi) è una frazione del comune di Pietralunga, posta a circa 12 km di distanza dal capoluogo ed a 572 m s.l.m..
Il borgo è costituito da alcune case e da una chiesa coi suoi annessi ricostruita sul luogo ove si trovava una basilica paleocristiana, risalente all'VII secolo. La chiesa è a pianta rettangolare a tre navate, con colonne squadrate. Il soffitto è a capriate, con un'abside semicircolare ed un nartece sul fronte; sulle pareti si trovano tracce di affreschi del XV secolo. Al di sotto dell'edificio è ubicata la cripta, luogo che in origine ospitava le spoglie di san Crescenziano (patrono di Urbino): soldato romano del IV secolo, martirizzato sotto Diocleziano il 1º giugno 303, proprio in questa località. Il corpo del santo venne poi traslato ad Urbino nel 1068, come dono del vescovo tifernate Tebaldo al vescovo urbinate Meinardo. Un bassorilievo dell'VIII secolo mostra il santo intento ad uccidere un drago. La pieve originale venne costruita molti secoli prima, dato che intorno all'anno 600 vi morì san Florido vescovo.
Una torre del IX secolo senza merlatura, ospitante un vestibolo quattrocentesco e con una finestra in stile guelfo sulla facciata principale, chiude sul davanti la costruzione. L'edificio appartenne nel XVI secolo alla famiglia Vitelli, mentre ora è un bene di proprietà della curia vescovile di Città di Castello.
Nelle vicinanze si trova la Fonte del Drago, una sorgente d'acqua solforosa collegata con la leggenda del santo ed un vasto bosco di querce secolari.

## Infrastrutture e trasporti

### Ferrovie
Il comune era servito dalla stazione di Pietralunga, posta lungo la ex linea ferroviaria a scartamento ridotto Arezzo-Fossato di Vico, chiusa dopo la Seconda guerra mondiale.

### Mobilità urbana
I trasporti interurbani di Pietralunga vengono svolti con autoservizi di linea gestiti da APM (Perugia).

## Amministrazione
| Periodo        | Periodo        | Primo cittadino         | Partito                                                       | Carica  | Note   |
| -------------- | -------------- | ----------------------- | ------------------------------------------------------------- | ------- | ------ |
| 9 luglio 1985  | 4 giugno 1990  | Giorgio Leporati        | Partito Socialista Italiano                                   | Sindaco | [ 29 ] |
| 30 giugno 1990 | 23 aprile 1995 | Furio Ferruccio Benigni | Partito Comunista Italiano Partito Democratico della Sinistra | Sindaco | [ 29 ] |
| 24 aprile 1995 | 13 giugno 1999 | Ivan Polidori           | Centro-sinistra                                               | Sindaco | [ 29 ] |
| 14 giugno 1999 | 13 giugno 2004 | Luca Sborzacchi         | Centro-sinistra                                               | Sindaco | [ 29 ] |
| 14 giugno 2004 | 7 giugno 2009  | Luca Sborzacchi         | Centro-sinistra                                               | Sindaco | [ 29 ] |
| 8 giugno 2009  | 25 maggio 2014 | Mirko Ceci              | Centro-sinistra                                               | Sindaco | [ 29 ] |
| 26 maggio 2014 | 26 maggio 2019 | Mirko Ceci              | Centro-sinistra                                               | Sindaco | [ 29 ] |
| 27 maggio 2019 | 9 giugno 2024  | Mirko Ceci              | Insieme per Pietralunga                                       | Sindaco | [ 29 ] |
| 10 giugno 2024 | in carica      | Francesco Rizzuti       | Vivo Pietralunga                                              | Sindaco | [ 29 ] |

### Gemellaggi
- Falani (Φαλάνη), dal 1989
- Pérenchies, dal 1998

## Sport
Ha sede nel comune la società di calcio Polisportiva Pietralunghese, che ha disputato campionati dilettantistici regionali.
Il Volley Club Pietralunga femminile, ha militato nel campionato di serie D 2015-2016 di pallavolo.

### Impianti sportivi
- Nuovo Stadio Comunale Vincenzo Martinelli, con pista di atletica
- Vecchio Stadio Comunale Alberto Radicchi